# Chris Carter (musicista)
Chris Carter, noto principalmente come membro, musicista e synthesist dei Throbbing Gristle e Chris & Cosey (Londra, 28 gennaio 1953), è un musicista inglese.

## Biografia

### Infanzia, studi e gioventù
Chris Carter nacque a Londra dove frequentò la Friern Barnet Grammar School, per poi iniziare la sua carriera nei tardi '60, lavorando in varie stazioni TV inglesi come la Thames,  la Granada e la LWT come ingegnere del suono in diverse trasmissioni televisive e documentari, acquisendo così sia conoscenze teoriche e pratiche sul suono e sull'audio, sia una formazione sul lato più strettamente visuale del light design e del visual effect, che lo portarono in breve sviluppare palchi per numerosi festival ed eventi, tra cui quelli degli Yes e degli Hawkwind. In questo percorso ottenne poi le commissioni dei programmi TV Colour Me Pop e The Old Grey Whistle Test della BBC Television.

## Discografia solista
- The Space Between cassetta (1980 Industrial Records; 1983 Third Mind); CD (1991 Mute, Alfa, 1999 Elektra); LP (2010 Optimo Music)
- Nicki 7" (1983 AQM) [con John Duncan e Cosey Fanni Tutti]
- Mondo Beat vinile/cassetta (1985 CTI/Rough Trade); CD/vinyl/cassette (1989 Play It Again Sam)
- Collectiv 1 compilation (1996 CTI)
- Disobedient live (1998 CTI)
- Small Moon (1999 CTI)
- Caged (2000 DiN) con Ian Boddy
- Electronic Ambient Remixes 1 (2000 CTI)
- Electronic Ambient Remixes 3 (2002 CTI)
- Moonlight 12" (2011 Optimo Music)